# Another Country (Cassandra Wilson-album)
Another Country är ett musikalbum från 2012 av den amerikanska jazzsångaren Cassandra Wilson. På albumet medverkar den italienske gitarristen Fabrizio Sotti som tillsammans med Cassandra Wilson producerat och arrangerat och (med undantag av ”O sole mio”) skrivit alla låtar.

## Låtlista
1. Red Guitar (Cassandra Wilson) – 4:35
2. No More Blues (Wilson/Fabrizio Sotti) – 4:18
3. O sole mio (Eduardo di Capua/Giovanni Capurro) – 5:40
4. Deep Blue (Sotti) – 2:29
5. Almost Twelve (Wilson/Sotti) – 4:24
6. Passion (Wilson/Sotti) – 5:23
7. When Will I See You Again (Wilson/Sotti) – 6:27
8. Another Country (Wilson/Sotti) – 4:16
9. Letting You Go (Sotti) – 3:28
10. Olomuroro (Wilson/Sotti/Olalekan Babalola) – 3:09

## Medverkande
- Cassandra Wilson – sång (spår 1–3, 5–8, 10), akustisk gitarr (spår 1)
- Julien Labro – accordion (spår 1–3, 5–7, 10)
- Fabrizio Sotti – akustisk gitarr (spår 2–10), elgitarr (spår 1)
- Nicola Sorato – elbas (spår 1–3, 5–8, 10)
- Lekan Babalola – slagverk (spår 1–3, 5–8, 10)
- Mino Cinelu – slagverk (spår 1–3, 5–8, 10)
- Nocca Chamber Choir – kör (spår 10)